# 布赖滕海姆
布赖滕海姆是德国莱茵兰-普法尔茨州的一个市镇。总面积5.69平方公里，总人口398人，其中男性194人，女性204人（2011年12月31日），人口密度70人/平方公里。